# Diócesis de Sila
La diócesis de Sila (en latín: Dioecesis Silensis) es una sede titular de la Iglesia católica que fue una antigua sede episcopal residencial. En la actualidad, como diócesis titular, existe únicamente en su título y está a cargo de un obispo titular, quien no es un obispo diocesano ordinario. Geográficamente corresponde a la localidad de Bordj-El-Ksar en Argelia, de la provincia romana de Numidia.

## Historia
Sólo es conocido el obispo Donato, exiliado en 484 por Hunerico, también conocido por Unerico, rey de los vándalos y los alanos entre 477 y 484, hijo y sucesor de Genserico. Hunerico, alcanzado por la peste a finales del año 484 (un castigo divino, según los católicos), murió el 23 de diciembre del mismo año.
Su actual arzobispo titular es Savio Hon Tai-Fai, secretario de la Congregación para la Evangelización de los Pueblos.

## Episcopologio
- Francis Joseph Spellman de 30 de julio de 1932 a 15 de abril de 1939, nombrado arzobispo de Nueva York.
- Thomas Arthur Connolly. 1939-1950
- Cornelius Lucey. 1950-1952
- Joseph Truong-cao-Dai. 1953-1969
- Alberto Rencoret Donoso. 1970-1976
- Michael Murphy. 1976-1980
- Leoncio Leviste Lat. 1980-2002
- Angelo Amato de 19 de diciembre de 2002 a 20 de noviembre de 2010 nombrado cardenal diácono de Santa Maria en Aquirio.[1]
- Savio Hon Tai-Fai, desde el 23 de diciembre de 2010. Actual secretario de la Congregación para la Evangelización de los Pueblos.